# Янінув (Ловицький повіт)
Янінув (пол. Janinów) — село в Польщі, у гміні Беляви Ловицького повіту Лодзинського воєводства.
Населення — 154 особи (2011).
У 1975-1998 роках село належало до Скерневицького воєводства.

## Демографія
Демографічна структура станом на 31 березня 2011 року:
|          | Загалом | Допрацездатний вік | Працездатний вік | Постпрацездатний вік |
| -------- | ------- | ------------------ | ---------------- | -------------------- |
| Чоловіки | 81      | 19                 | 52               | 10                   |
| Жінки    | 73      | 14                 | 40               | 19                   |
| Разом    | 154     | 33                 | 92               | 29                   |